# Tupolev ANT-14
Dimensions
Le Tupolev ANT-14 Pravda était un avion soviétique, qui a servi de vaisseau amiral dans l'escadron de la propagande soviétique. Il a reçu une structure en acier résistante à la corrosion, comme le premier avion entièrement en métal de la Russie.
L'ANT-14 était une version agrandie de l'ANT-9. Il avait une envergure de 40x40 mètres, alors que son prédécesseur avait une envergure de seulement 23x17 mètres. Propulsé par cinq moteurs, il était capable de transporter un équipage de trois personnes, ainsi que 36 passagers, à une vitesse maximale de 236 km/h. Cependant sa vitesse de croisière était seulement de 195 km/h.

## Historique
L'ANT-14 a été testé par Aeroflot en 1932. Bien que les tests n'aient révélé aucun problème avec l'avion, mais celui-ci était beaucoup plus grand que tous les autres avions de sa flotte. De plus un avion avec une capacité de 36 passagers n'était pas nécessaire à la flotte soviétique, alors il n'y a pas eu de production,.
Le 17 mars 1933, l'Union soviétique a mis en place un escadron de propagande aérienne, nommé d'après Maxime Gorki. L'ANT-14 a été affecté à cet escadron, en tant que vaisseau amiral, et fut baptisé Pravda (en français « Vérité »). Il a été principalement utilisé pour des vols touristiques au-dessus de Moscou, mais effectuait aussi des vols touristiques occasionnels à Kharkov et Leningrad (aujourd'hui Saint-Pétersbourg). L'ANT-14 a transporté plus de 40 000 passagers, avant d'être mise à l'arrêt en 1941,.

## Crédits
- (en) Cet article est partiellement ou en totalité issu de l’article de Wikipédia en anglais intitulé « Tupolev ANT-14 » (voir la liste des auteurs).